# Tulasnella albida
Tulasnella albida é uma espécie de fungo pertencente à família Tulasnellaceae.